# Сова, Дмитрий Георгиевич
Дмитрий Георгиевич Сова (24 февраля 1925, с. Акимовка — 5 июля 1993, Харьков) — советский скульптор.

## Биография
Родился 24 февраля 1925 в селе Акимовка, Запорожской области.
Участник Великой Отечественной войны. Награждён Орденом Отечественной войны II степени (1985).
В 1958 году окончил Харьковский художественный институт, преподаватели — И. М. Мельгунова и М. Л Рябинин.
Работал в отрасли станковой скульптуры. В области скульптуры много работал в соавторстве со своей женой Л. Жуковской.
Основные произведения: «Буденновец» (1958); «Мечты» (1960); «Тревожная юность» «Вернулись», «Патруль Октября» (1964—1965), «Александр Ульянов» (1969) и другие.

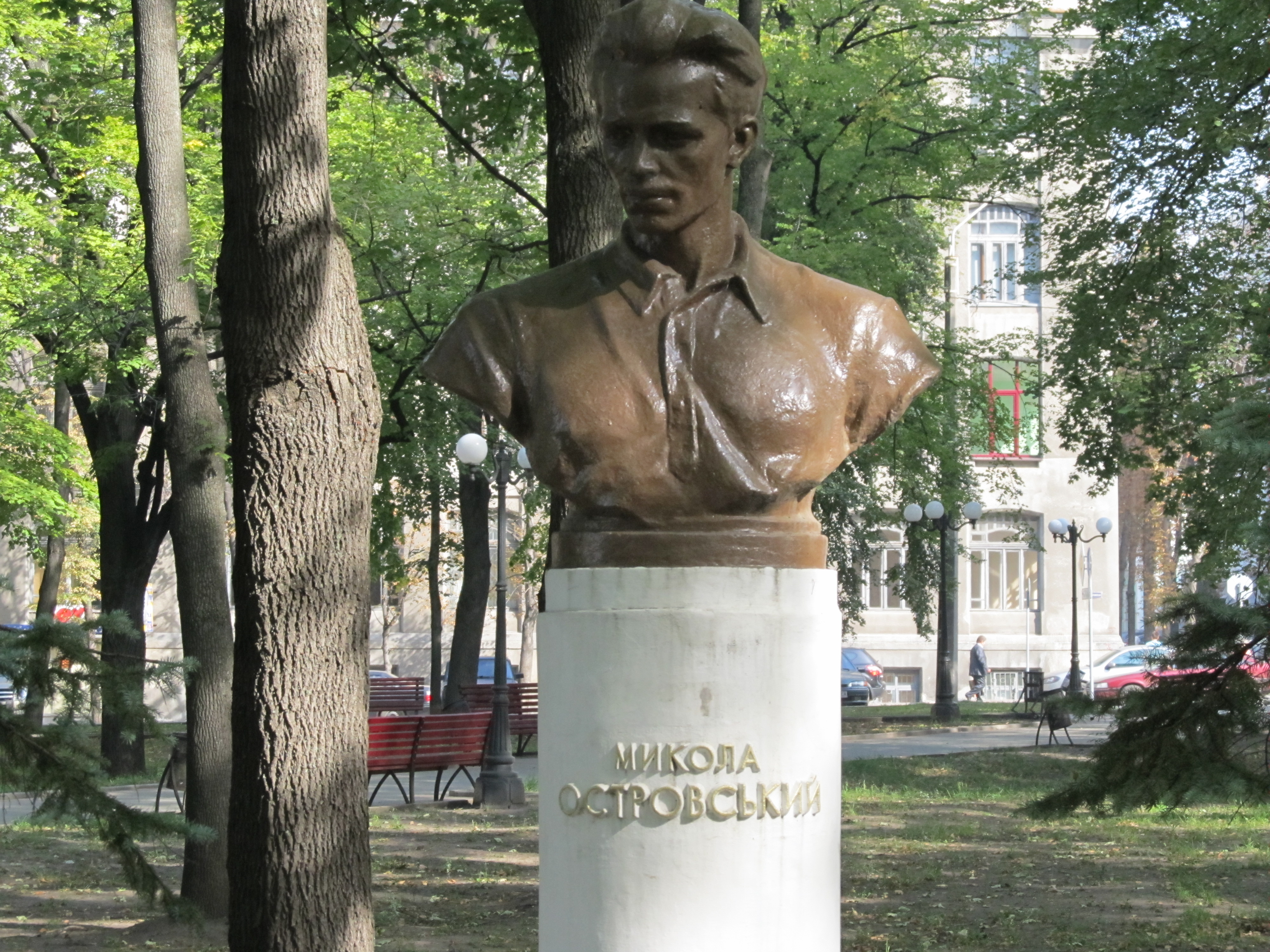
бюст-памятник Н. Островскому в Сквере Победы в Харькове

Автор бюста-памятника Н. Островскому в Сквере Победы в Харькове и памятника «Непокорённым полтавчанам» в Полтаве.
Участник республиканских, всесоюзных и международных выставок с 1957 года.
Преподавал в Харьковском художественно-промышленном институте.
Проживал в Харькове в доме № 17 по ул. Отакара Яроша.
Умер в 1993 году в Харькове.